# Претенденты на российский престол после 1917 года

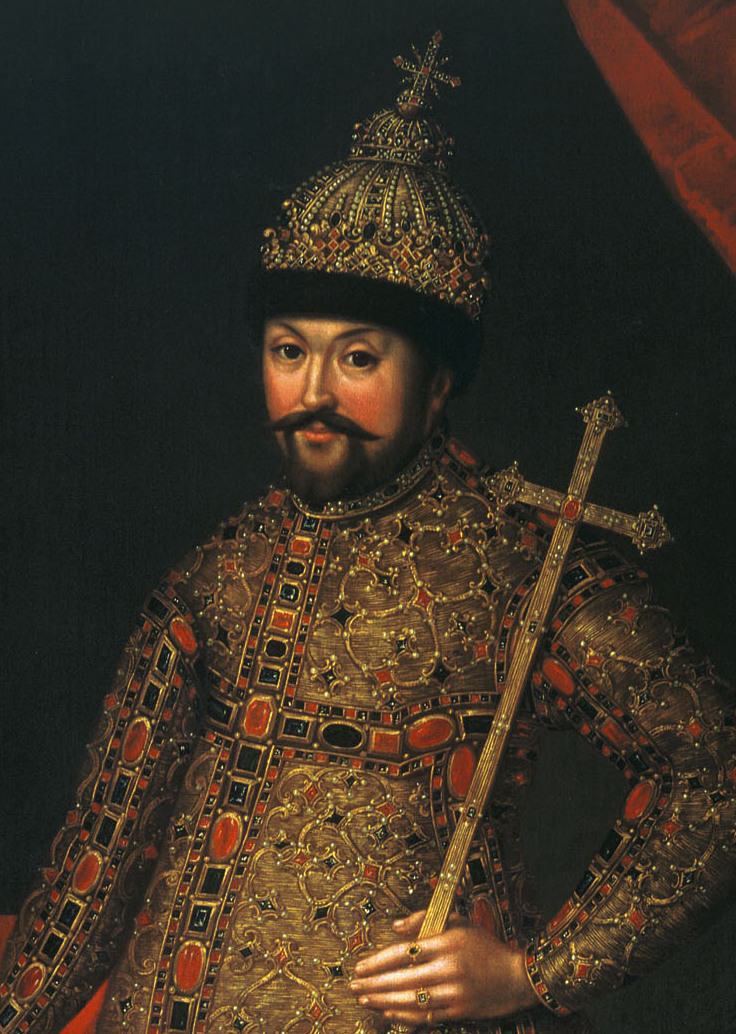
Михаил Фёдорович (1596—1645), первый русский царь в 1613—1645 гг., основатель династии Романовых

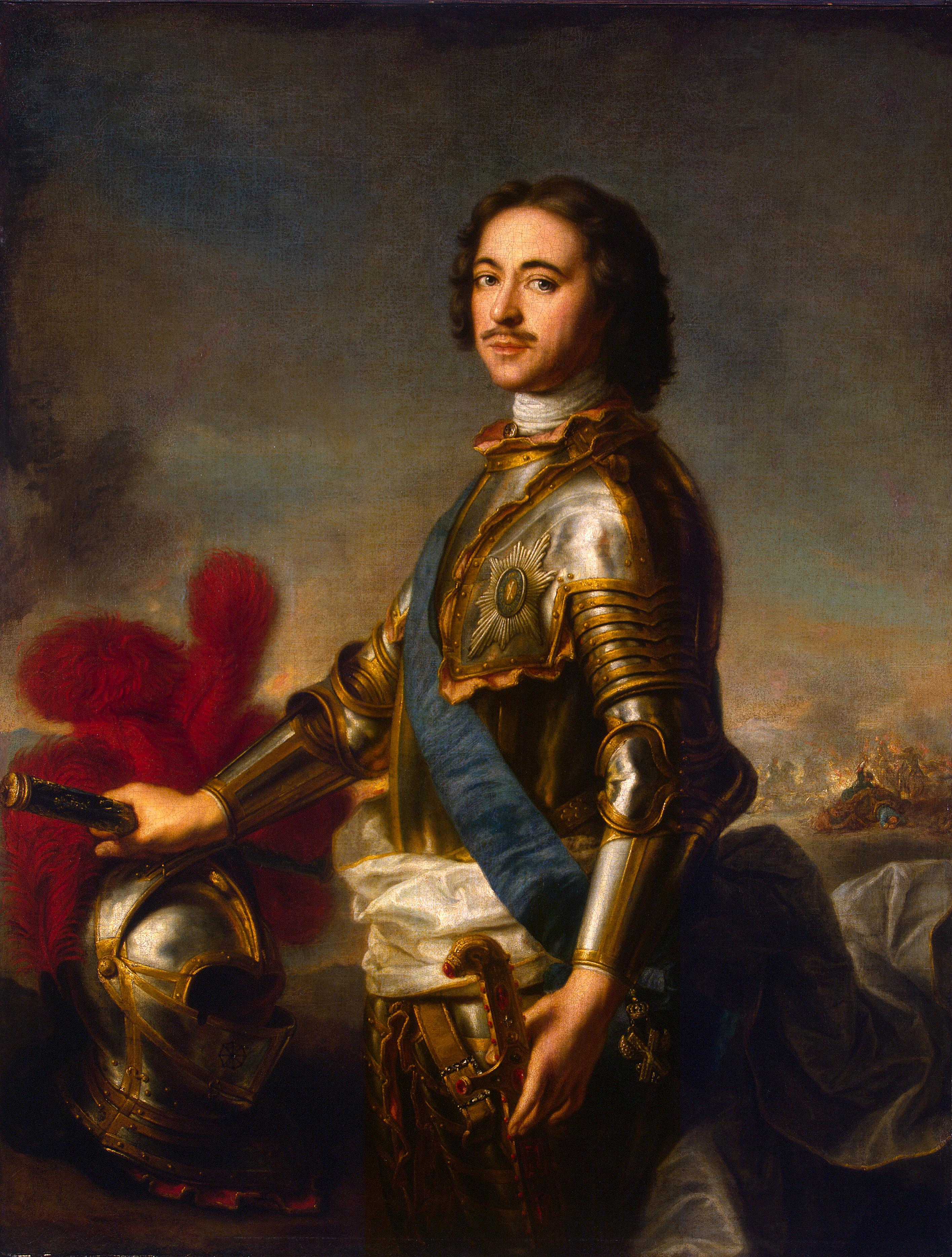
Пётр I (1672—1725), русский царь (1682—1721), первый Император Всероссийский из династии Романовых в 1721—1725 гг.

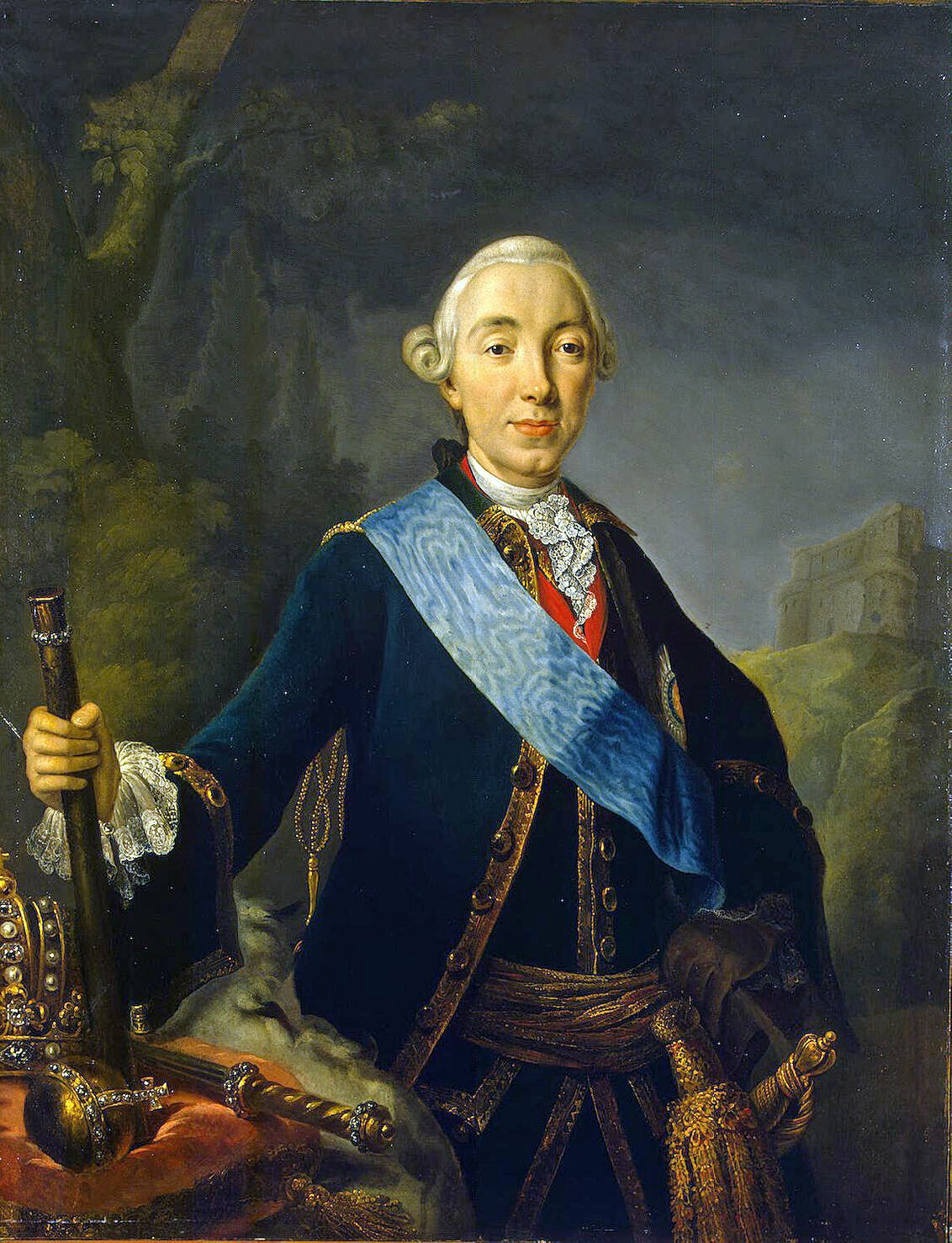
Пётр III (1728—1762), первый Император Всероссийский из династии Гольштейн-Готторп-Романовых в 1761—1762 гг.

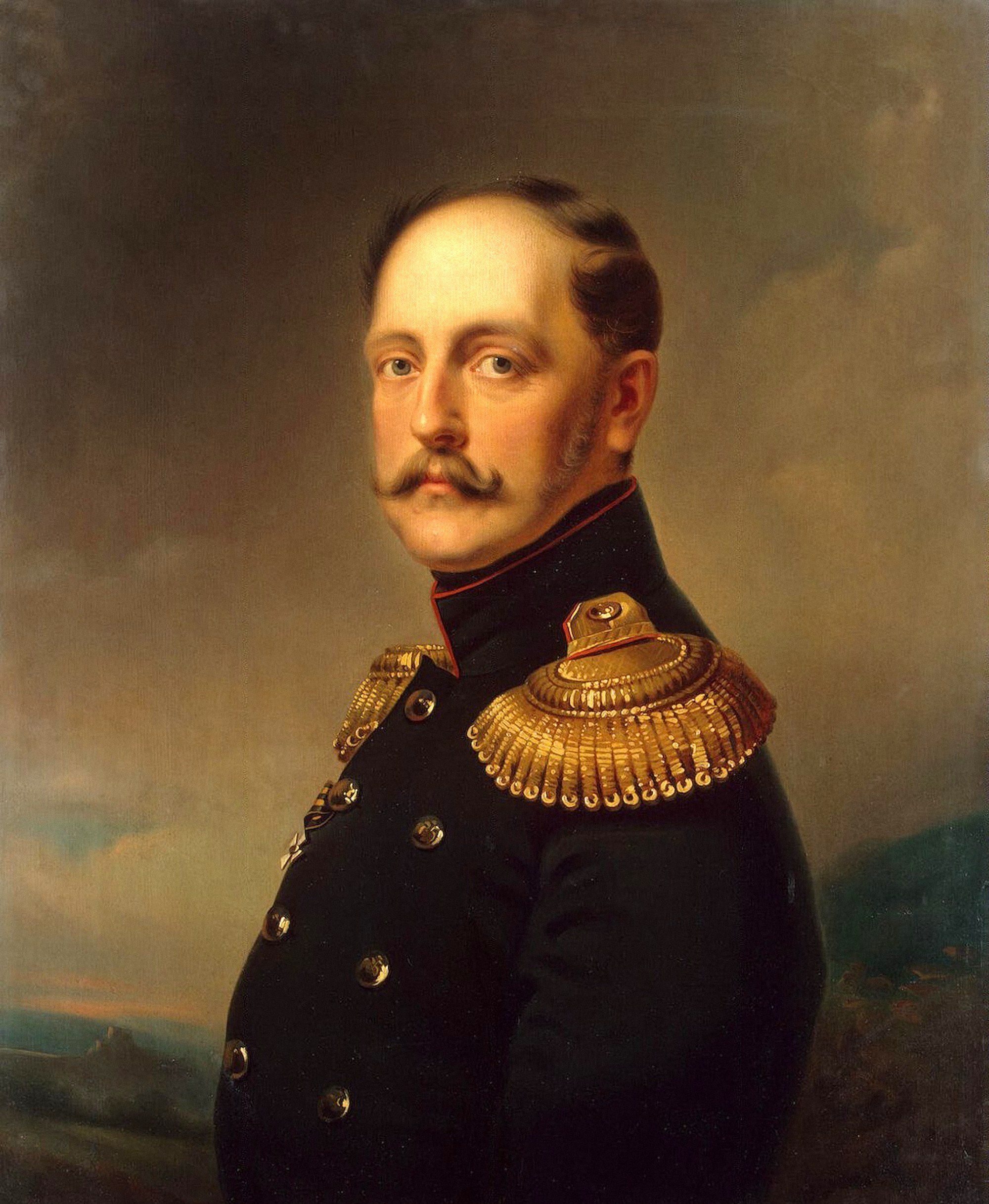
Николай I (1796—1855), Император Всероссийский в 1825—1855 гг.

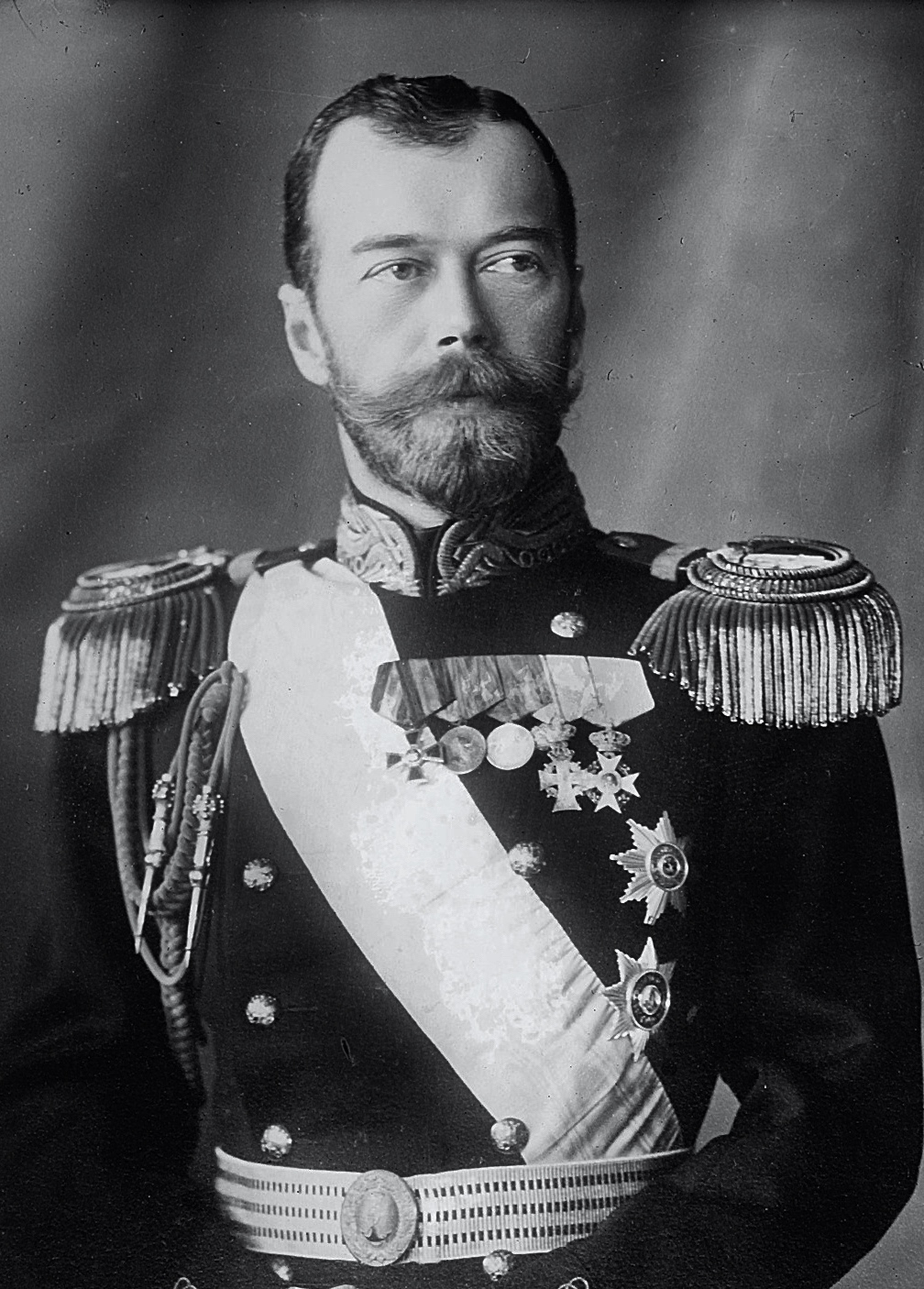
Николай II (1868—1918), последний Император Всероссийский в 1894—1917 гг.

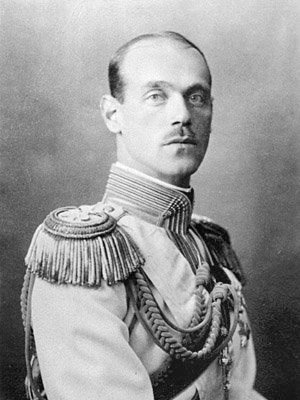
Михаил II (1878—1918), титулярный Император Всероссийский в 1917—1918 гг.

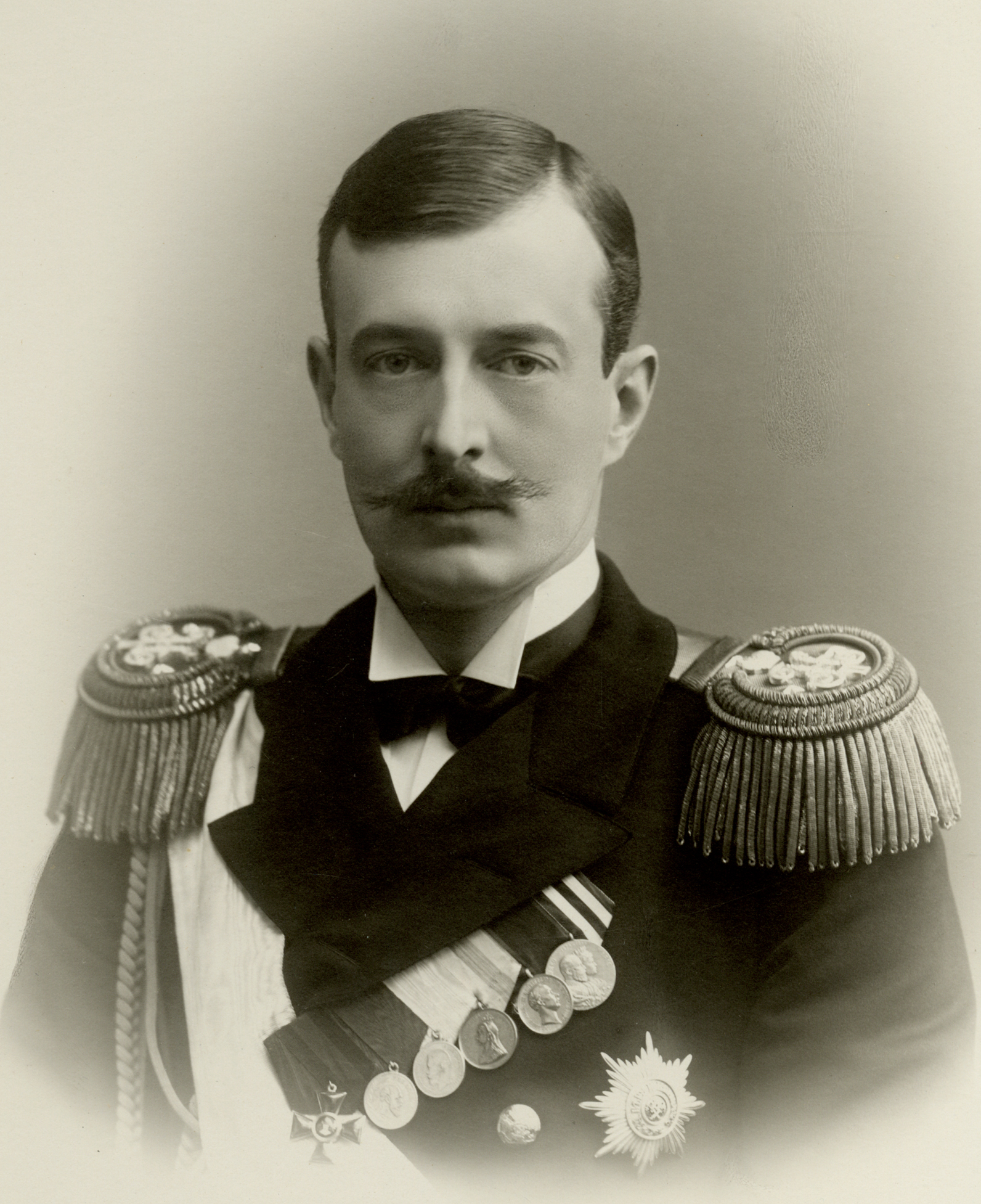
Кирилл I (1876—1938), титулярный Император Всероссийский в 1918—1938 гг.

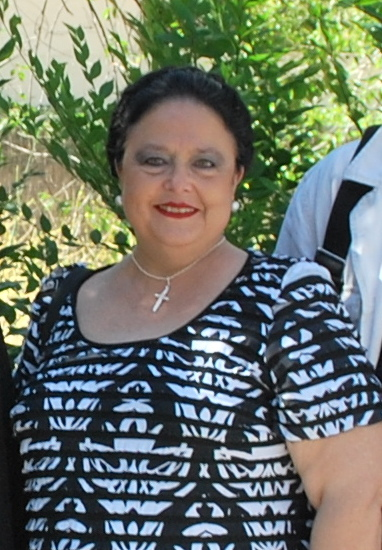
Мария I (род. 1953), титулярная Императрица Всероссийская с 1992 года

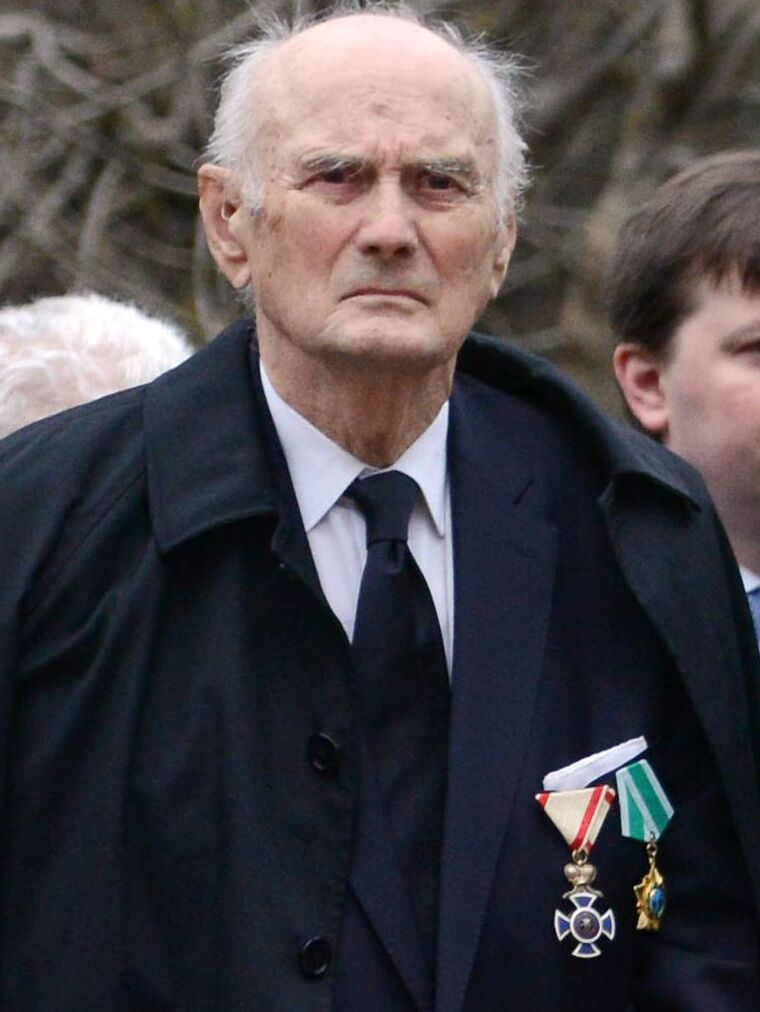
Князь Димитрий Романович (1926—2016), глава дома Романовых в 2014—2016 гг.

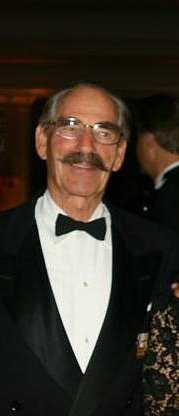
Князь Андрей Андреевич (1923—2021), глава дома Романовых в 2016—2021 гг.

Претенденты на российский престол — члены дома Романовых, заявлявшие о своём праве на главенство в Российском императорском доме после революции 1917 года и восшествие на престол в случае восстановления монархии в России.
По состоянию на октябрь 2022 года в живых насчитывается 11 потомков императора Николая I мужского пола. В целом рассуждения о легитимном наследнике Российского престола основываются на теориях и концепциях, в современной России уже не употребляющихся. Тем не менее, в рамках политической борьбы разных группировок в среде русской эмиграции, с 1917 года отдельные специалисты периодически высказывались на эту тему.

## Теоретические идеи старого зарубежья, основанные на старых законах
Идеи и формулировки старого зарубежья (так называемой русской эмиграции), основаны на применении к вопросу престолонаследия законов Российской империи. Таким образом делаются попытки называть потомков семьи Романовых, имеющих достаточные права для восхождения на престол.

### В первые годы после революции

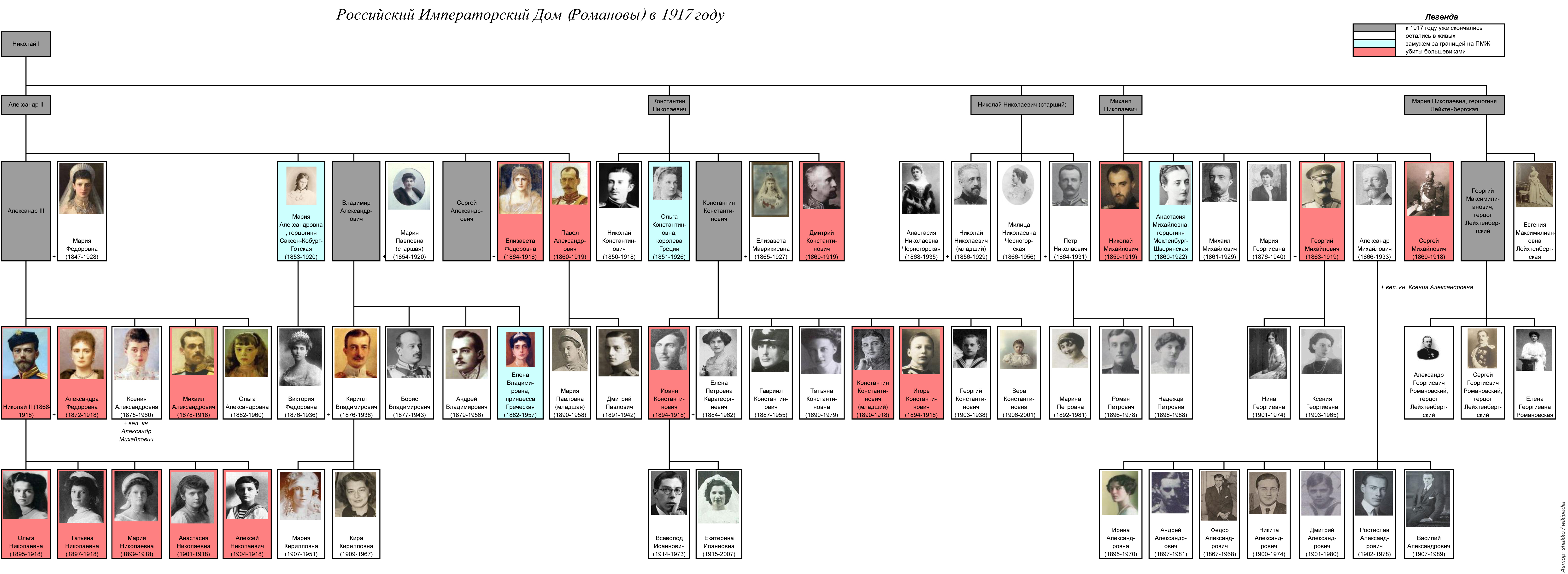
Российский Императорский Дом в 1917 году

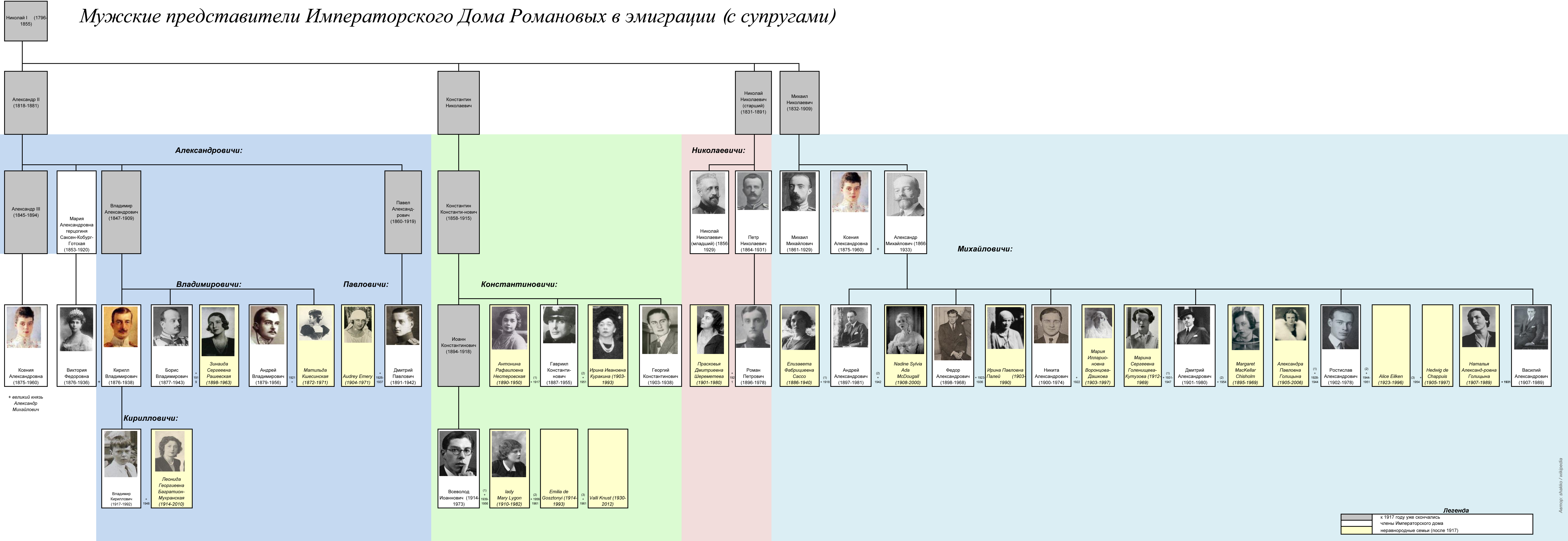
Мужские представители Императорского дома Романовых, оказавшиеся в эмиграции, и их неравнородные супруги

При составе императорского Дома (на 1924 год) линии идут в следующем порядке старшинства:
1. Линия 3-го сына императора Александра II великого князя Владимира Александровича. Право на престол этой линии регулируется законами Российской империи и «Фамильным актом» 1874 г.
  1. Великий князь Кирилл Владимирович (род. 30 сентября 1876)
    1. Князь Владимир Кириллович (род. 17 августа 1917).

  2. Великий князь Борис Владимирович (род. 12 ноября 1877). Умер бездетным.
  3. Великий князь Андрей Владимирович (род. 2 мая 1879). Имел от Матильды Кшесинской только одного ребёнка, умершего бездетным.
2. Линия 6-го и последнего сына императора Александра II Великого князя Павла Александровича. От брака его с греческой православной принцессой Александрой Георгиевной Великий князь Дмитрий Павлович, р. 6 сентября 1891 г. По происхождению от православных родителей он не имеет, согласно статье 185 Основных Законов, препятствия для наследования в агнатском порядке престолонаследия.
3. Линия 2-го сына императора Николая I великого князя Константина Николаевича. В этой линии князья Гавриил и Георгий Константиновичи в силу статьи 185, как происходящие от неправославной матери, могут наследовать престол только за неимением агнатов, удовлетворяющих всем требованиям Основных Законов, и уступая в порядке первородства агнатам старших линий, в отношении вероисповедном стоящим с ними в одинаковом положении. Великий князь Всеволод Иоаннович, как происходящий от православных родителей, может наследовать в агнатском порядке престолонаследия.
  1. Князь Всеволод Иоаннович (род. 7 января 1914)
  2. Князь Гавриил Константинович (род. 3 июля 1887)
  3. Князь Георгий Константинович (род. 23 апреля 1903).
4. Линия 3-го сына императора Николая I великого князя Николая Николаевича.
  1. Великий князь Николай Николаевич (род. 6 ноября 1856)
  2. Великий князь Пётр Николаевич (род. 10 января 1864)
    1. Князь Роман Петрович (род. 5 октября 1896)
5. Линия 4-го сына императора Николая I великого князя Михаила Николаевича.
  1. Великий Князь Михаил Михайлович (род. 4 октября 1861)
  2. Великий Князь Александр Михайлович (род. 1 апреля 1866)
    1. Князь Андрей Александрович (род. 12 января 1897)
    2. Князь Фёдор Александрович (род. 11 декабря 1898)
    3. Князь Никита Александрович (род. 4 января 1900)
    4. Князь Дмитрий Александрович (род. 2 августа 1901)
    5. Князь Ростислав Александрович (род. 11 ноября 1902)
    6. Князь Василий Александрович (род. 24 июня 1907)

В 1924 году вышла книга Михаила Зызыкина «Царская власть в России», в которой, по состоянию на 1924 год, выделялось 5 ветвей Романовых (кроме князей Юрьевских), где были опубликованы аргументы против прав Великого князя Кирилла Владимировича на престол (см. ниже).
В середине XX века, как пишет в своей книге М. В. Назаров, обобщая выкладки Зызыкина: «Следуя этой схеме Зызыкина, экспертам давно пора установить, как в действительности менялась в XX веке подлинная очередность престолонаследия в результате браков и кончин членов Династии. По одному лишь первородству [исключая Кирилла] этот перечень выглядел бы так:
1. Великий Князь Дмитрий Павлович (с момента убийства Царской семьи в 1918 г. и до смерти в 1942 г.).
2. Князь Всеволод Иоаннович (с 1942 до смерти в 1973 г.)
3. Князь Роман Петрович (с 1973 до смерти в 1978 г.)
4. Князь Андрей Александрович (с 1978 до смерти в 1981 г.)
5. Князь Василий Александрович (с 1981 до смерти в 1989 г.)

Однако принцип первородства должен дополняться другими, вышеописанными требованиями, в частности, — к бракам наследника Престола. Ни у кого из этих агнатов не было равнородного брака».
Если быть последовательным легитимистом в духе Основных Законов Российской империи, то после 1989 г. очередность престолонаследия переходит в женские линии и их потомство от равнородных браков, что требует исследования. Однако, в нынешней Европе законы, некогда регулировавшие морганатические браки, отменены, и поддержание равнородности браков в современных условиях становится все труднее, поскольку многие представители правящих родов породнились с простыми людьми. Причём этот процесс является не модернизацией, а напротив, возвращением к более древним династическим традициям. Так, ни Соборная клятва 1613 года, ни Акт о престолонаследии Павла I не содержали требования к равнородности браков. Требование это было введено Александром I в 1820 году и было продиктовано желанием привести российское династическое право в соответствие с тогдашними международными стандартами. Соответственно, сохранение подобных ограничений в российском династическом праве сейчас, когда от него отказались и европейские монаршьи дома, противоречит самому замыслу Александра I и превращается в анахронизм, не обеспечивающий исключительно царственное происхождение, создающий лишние затруднения и противоречия.

### Отношение к Кириллу Владимировичу
После расстрела в 1918 году в Екатеринбурге Николая II и его семьи, а также его брата Михаила Александровича, Кирилл Владимирович оказался старшим членом династии. 31 августа 1924 года он на правах старшего представителя династии провозгласил себя императором Всероссийским под именем «Кирилла I». Это решение было поддержано далеко не всеми русскими монархистами, указывавшими на участие Кирилла в Февральской революции (он первым из Романовых публично нарушил присягу своему государю и присягнул Думе) и на то, что Николай II изначально не признавал его брака (хотя, после принятия православия супругой Кирилла, Николай II признал брак и вернул все права).
Права Кирилла (и, тем самым, его наследников) на императорский престол России неоднократно подвергались сомнению с чисто юридической точки зрения. Вопрос в применении к Кириллу и его потомству статей 183—185 российского Закона о престолонаследии:
183. На брак каждого лица Императорского Дома необходимо соизволение царствующего Императора, и брак, без соизволения сего совершенный, законным не признается.
184. По соизволению царствующего Императора, Члены Императорского Дома могут вступать в брак, как с особами православного исповедания, так и с иноверными.

185. Брак мужеского лица Императорского Дома, могущего иметь право на наследование Престола, с особою другой веры совершается не иначе, как по восприятии ею православного исповедания (ст. 62 Основных Государственных Законов).
Дело в том, что 8 октября 1905 года Кирилл Владимирович вступил в брак со своей двоюродной сестрой — Викторией Мелитой, дочерью герцога Эдинбургского, разведённой супругой герцога Эрнста Гессен-Дармштадтского. На основании этого император Николай II намеревался лишить Кирилла всех прав члена императорской фамилии, включая права на наследование престола, так как этот брак: не был разрешён императором (ст. 183); невеста не собиралась принимать при заключении брака православной веры (ст. 185); данный близкородственный брак, заключаемый между двоюродным братом и сестрой, противоречил православным канонам и не допускался гражданским правом Российской империи (ст. 186).
Известен текст резолюции, наложенной Императором на журнал Государственного совета 15 января 1907 года, которая гласила:
Признать брак Вел. Кн. Кирилла Владимировича я не могу. Великий Князь и могущее произойти от него потомство лишаются прав на престолонаследие. В заботливости своей об участи потомства Великого Князя Кирилла Владимировича, в случае рождения от него детей, дарую сим последним фамилию князей Кирилловских, с титулом Светлости, и с отпуском на каждого из них из уделов на их воспитание и содержание по 12 500 руб. в год до достижения гражданского совершеннолетия.
 Учитывая, что документ был контрассигнован министром двора, после чего председателю Совета министров было направлено отношение за номером 351, содержавшее официальное извещение на данную тему, императорская резолюция имеет законную юридическую силу.
Сохранившиеся архивные материалы обсуждения данного вопроса в Государственном совете указывают на то, что Николай решительно настаивал на лишении кузена прав престолонаследия. В ходе обсуждения 29 января 1907 большинство (пятеро из девяти) участников совещания во главе с председателем Эдуардом Фришем доказывали императору, что если детей Кирилла ещё можно лишить прав на престол путём непризнания брака с Викторией Мелитой, то сам Кирилл согласно учреждению об императорской фамилии мог быть лишён прав на престол лишь в случае подписания им добровольного отречения от этих прав. Безвозвратное или временное лишение права на престол члена императорского дома самим императором попросту не предусматривалось законом о престолонаследии. Помимо этого они указывали на то, что возможность временного отрешения императором неповинующегося члена императорского дома от его прав (оговорённых в учреждении об императорской фамилии) вовсе не означает возможность отрешения его от права на престолонаследие, а также на то, что самим фактом заключения брака с иноверной особой член императорского дома права на престола не лишается. Единственно возможным выходом из ситуации они полагали возможность убедить Кирилла Владимировича добровольно отказаться от прав на престол и опубликовать это отречение, чтобы оно вступило в законную силу. При этом четверо других участников, напротив, считали, что вопрос был исчерпан самой резолюцией монарха от 15 января 1907, и Кирилл Владимирович, с их точки зрения, был окончательно лишён права на престол. В результате этих совещаний и, как следствие, раскола мнений основных сановников империи, резолюция никакого юридического оформления не получила, т.е. вопрос так и остался нерешённым.
15 июля 1907 года, после того, как Виктория приняла православие, Николай II признал брак Кирилла именным указом, присвоил супруге Кирилла титул «Великой княгини Виктории Феодоровны», а родившейся от этого брака дочери Марии Кирилловне — титул княжны крови императорской. Это решение было обосновано уважением к ходатайству отца Кирилла, дяди императора — Владимира Александровича. 14 апреля 1909 года Кириллу были возвращены все права члена императорской фамилии. В тексте указа Николая II нет формулировки, явно оговаривающей отмену его резолюции полугодовой давности о лишении Кирилла Владимировича прав на престол.

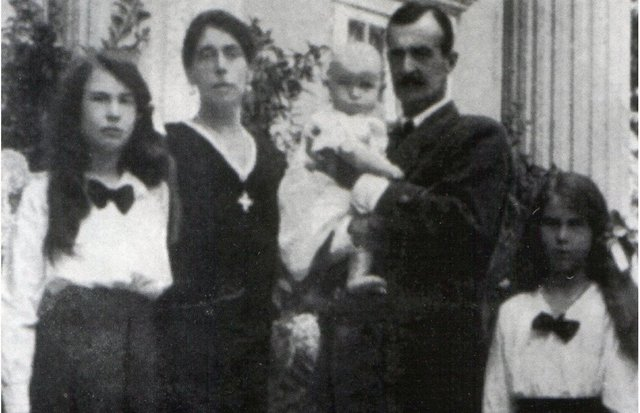
Кирилл Владимирович с женой и тремя детьми в эмиграции

Противники прав Кирилла и «кирилловской» ветви на российский престол указывают прежде всего на то, что он был лишён последним царствовавшим императором этих прав в полном соответствии с действовавшим законодательством, и что восстановление его в правах члена императорской фамилии не сопровождалось эксплицитным восстановлением прав на престолонаследие, и его претензии на престол незаконны. Тем не менее, так как в императорском рескрипте от 15 июля 1907 (о признании брака и пожаловании титула великой княгини Виктории Фёдоровне) и от 14 апреля 1909 (о восстановлении в правах члена Императорского дома) не говорится о каком-либо выборочном восстановлении в правах, следовательно, Кирилл был восстановлен во всех правах, включая право на престолонаследие, тем более, что никакого специального указа о лишении Кирилла прав на престол не было и брак его был официально признан, как указано выше. Сторонники прав Кирилла утверждают, что всякий член императорской фамилии ipso facto имел права на престол, следовательно, указы 1907 и 1909 годов восстановили Кирилла и в праве престолонаследия. Согласно этой точке зрения, то, что царствовавший император признал его брак, тем самым сняло все проблемы, связанные с законодательством.
На том основании, что мать Кирилла Мария Павловна Мекленбург-Шверинская приняла православие не до вступления в брак, а 36 лет спустя, разными публицистами также регулярно высказывались предположения или о полном отсутствии права на престолонаследие у потомства от брака великого князя Владимира Александровича и Марии Павловны, или же о каком-либо ущемлении их в этом праве.
Нередко противниками кирилловской линии указывается и на то, что вдовствующая императрица Мария Фёдоровна, мать Николая II, не одобрила принятие титула «Императора Всероссийского» Кириллом в 1924 году. В эмиграции Кирилла признавали «императором» его родные братья Борис и Андрей, а также Дмитрий Павлович. Когда Кирилл, считая себя главой Дома, ввёл титул Романовские (светлейшие князья) для «морганатических» жён и детей эмигрантов, большинство остальных Романовых эту идею проигнорировали. Лишь следующий за ним по старшинству Дмитрий Павлович, женившись на американке Одри Эмери, что было признано Кириллом морганатическим браком члена царствующего дома, принял от него для своей супруги и детей титул и фамилию князей Романовских-Ильинских. Так, даже Матильда Кшесинская, ставшая в 1921 году женой великого князя Андрея Владимировича, пишет, что их внебрачный сын Владимир, официально усыновленный отцом после свадьбы, получил от Кирилла Владимировича в рамках этого указа титул светлейших князей Романовских-Красинских. Однако, как пишет балерина, «большинство не пожелало подчиниться этому указу, предпочитая продолжать именовать себя Романовыми. Андрей не хотел, чтобы Вова, единственный из семьи, не носил бы фамилии рода, к которому он принадлежит по крови. С войны Вова носит фамилию Романов».

### Против потомства Кирилла

Российский Императорский дом в изгнании, их супруги и дети, родившиеся до конца Гражданской войны

После смерти Кирилла Владимировича в Париже в 1938 году наследником «кирилловской» линии претендентов стал его единственный сын Владимир Кириллович (умер в 1992 году). В отличие от отца, он не стал провозглашать себя «императором». Он имел единственную дочь, Марию Владимировну, от брака с Леонидой Багратион-Мухранской (равнородность которой под сомнением). Мария, в свою очередь, имеет единственного сына Георгия, чьим отцом является принц Франц-Вильгельм Прусский — представитель свергнутой династии Гогенцоллернов («Германский Императорский и Прусский Королевский Дом»), перешедший перед заключением этого недолгого брака в православие.
Когда Владимир в 1969 году объявил свою единственную дочь новой престолонаследницей, князья Всеволод Иоаннович, Роман Петрович и Андрей Александрович, представляющие остальные три ветви династии, заявили протест и в открытом послании сформулировали свои возражения по трем пунктам:
1. Супруга князя Владимира имеет тот же статус, что и жёны всех остальных князей российских и князей императорской крови.
2. Из этого следует, что мы не признаем права супруги князя Владимира на титул великой княгини.
3. Из этого также следует, что мы не признаем её дочь Марию «великой княжной» и считаем объявление княжны Марии Владимировны будущей «блюстительницей российского престола» и «главой российского императорского дома» произвольным и противозаконным действием.

Протест вызвало, в частности, то, что Владимир счёл неравнородными (морганатическими) все браки остальных мужчин династии и заявил, что родственники не имеют права называть себя «Романовыми», а должны носить фамилию «Романовские».
Когда Владимир в 1976 году присвоил своему зятю — принцу Францу-Вильгельму Прусскому титул «великого князя Российского», семейный союз снова заявил протест. В послании, подписанном Романом Петровичем и Андреем, Дмитрием, Ростиславом и Василием Александровичами, было заявлено, что со стороны Владимира — произвол давать Францу-Вильгельму титул «великого князя Российского» и объявлять свою дочь Марию единственной наследницей «с целью основать новую династию, Гогенцоллерн-Романовых».
В 1981 году, когда родился его внук Георгий, семейный союз вновь выступил с протестом против действий Владимира. Послание было подписано Василием Александровичем (председателем союза). В нём повторялись предыдущие протесты и завершался он словами: «Семейный союз Романовых настоящим заявляет, что счастливое разрешение от бремени в Прусском Королевском Доме не имеет отношения к семейному союзу Романовых, ибо новорожденный князь не является ни членом русского императорского дома, ни членом рода Романовых». Также оно гласило: «Все вопросы династического характера могут решаться лишь великим русским народом на русской земле».

## Современные толкования принципов престолонаследия

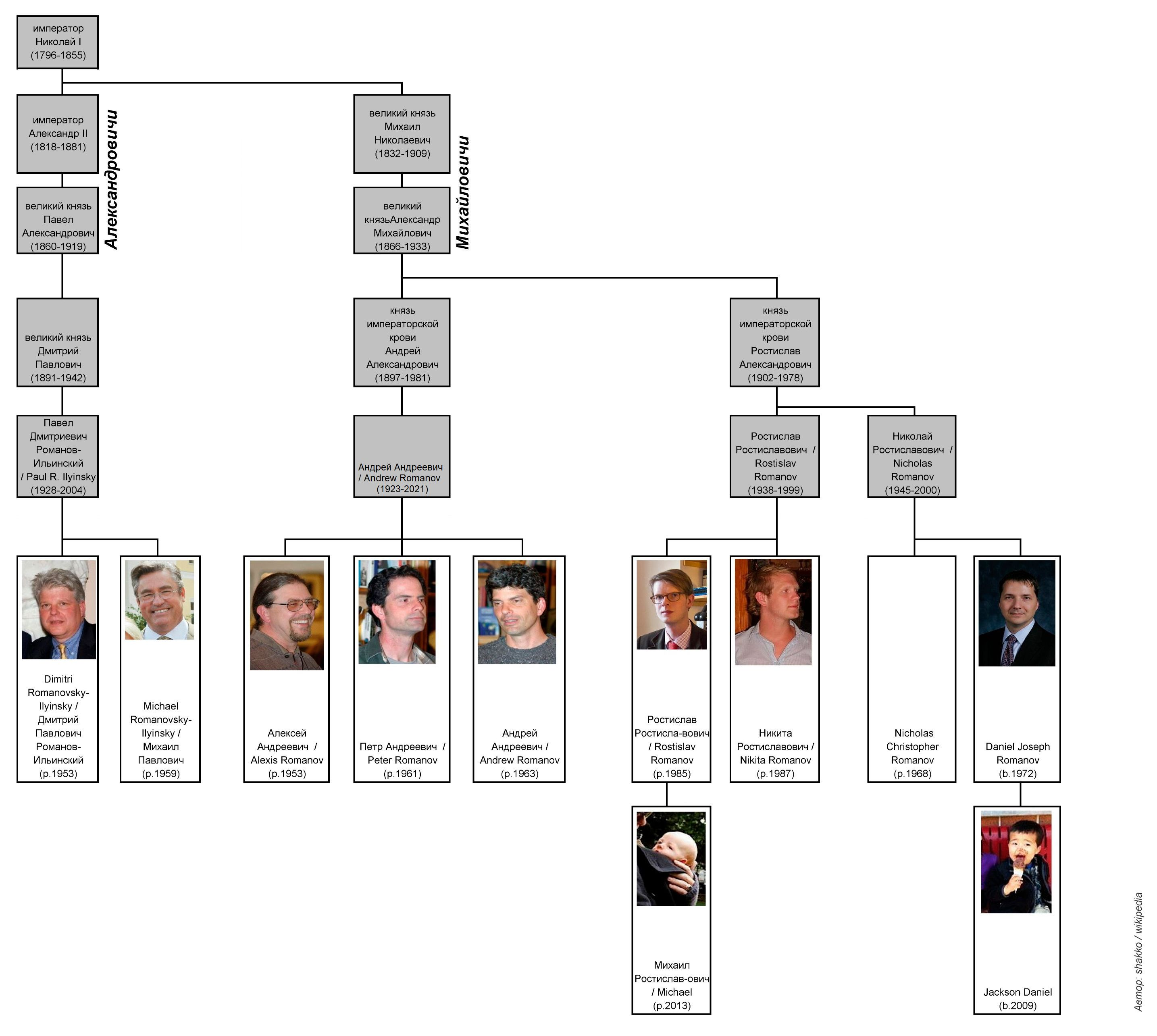
Ныне живущие Романовы мужского пола на 2021 год

В настоящее время не существует ни одного члена семьи Романовых, кто бы всеми безоговорочно признавался претендентом на императорский престол. Точное применение основных законов создаёт «монархический тупик». Поэтому вопрос гипотетического наследника на российский престол приходится решать в совокупности всех фактов, а не только путём отвержения претендентов каким-либо единственным фактом. В случае рассмотрения вопроса о реставрации в России монархии одним из возможных путей выхода из династического кризиса было бы назначение нового монарха на общенациональном Учредительном собрании или ином аналоге Земского собора на Руси. В истории России уже были прецеденты выбора нового царя: в частности, именно таким путём Земскими соборами 1584-го, 1606-го и 1613-го годов на царство были избраны Борис Годунов, Василий Шуйский и родоначальник династии Романовых Михаил Федорович соответственно. Этой точки зрения придерживаются так называемые соборники, противники легитимистов в споре о наследнике Российского престола. Однако процедура созыва нового Земского собора, как и смена принципов престолонаследия, также неясна и в настоящих условиях невозможна ввиду отсутствия законной силы у Свода Основных Законов Российской империи как такового, и наличия в нём каких-либо основ такого института как Земский собор в частности. Тем не менее, некоторые аналитики считают, что «Российская Империя не была упразднена в установленном порядке (на Учредительном собрании). В соответствии с нормами международного права она считается государством, утратившим юридическую дееспособность. Действие её нормативно-правовых актов временно приостановлено, но может быть возобновлено в любой момент». Однако, 5 (18) января 1918 года Учредительное собрание провозгласило Российскую Демократическую Федеративную Республику.

### Титулование
К началу XXI века не осталось ни одного внука или внучки императора (реально царствовавшего), поэтому ряд Романовых считает, что титулы «великих князей» и «великих княгинь» больше не должны употребляться. Все прочие (то есть ныне здравствующие) — потомки князей императорской крови (титулуются просто «князья»).
Об употреблении титула «император» («императрица») вообще речи идти не может, поскольку он прилагается к должности главы государства с определенной формой устройства. Поскольку Россия не является больше империей, именование себя «императрицей», «государыней», а свои визиты — «высочайшими» противники Марии Владимировны считают некорректным. По основным законам титулов «глава династии», «глава российского Императорского дома» не существует, хотя такая формулировка всегда применяется для обозначения главы ранее правившего монаршего дома.
Общепринято, что монарший дом, даже утратив де-факто суверенитет над государством, продолжает существовать как международная правосубъектная сущность, а глава этого Дома, даже не имея фактической возможности реализовывать некоторые из своих королевских прерогатив, продолжает владеть всеми ими. К числу таких прерогатив относится и jure majestatis (право величия, то есть право на признание монаршего статуса и полагающиеся ему привилегии).

### Современное разделение Дома Романовых
Существуют две части семьи Романовых, которые предлагали свои аргументы в свою пользу или против другой: общественная организация «Объединение членов рода Романовых» (все потомки императора Николая I по мужской линии, кроме «Кирилловичей») и «Российский Императорский дом» («Кирилловичи»: Мария Владимировна Романова с сыном Георгием Михайловичем), утверждающие, что Дом состоит из них двоих.

#### Линия Кирилловичей
- Великий князь Владимир Александрович (1847—1909)
  - Великий князь Кирилл Владимирович (1876—1938)
    - Великая княгиня Мария Кирилловна (1907—1951)
      - потомство, в случае отсутствия у Георгия Михайловича рожденных не морганатически детей, признается наследниками 2 очереди[1].

    - Великая княгиня Кира Кирилловна (1909—1967)
    -  Владимир Кириллович Романов (1917—1992)
      - Мария Владимировна Романова (род. 1953)
        - (1) Георгий Михайлович Романов (род. 1981)
          - Александр Георгиевич Романов (род. 2022 морганатически[18])
          -  Кира-Леонида Георгиевна Романова (род. 2025 морганатически[18])

  - Великий князь Борис Владимирович (1877—1943)
  - Великий князь Андрей Владимирович (1879—1956)

#### Линия Объединения членов рода Романовых
- Император Николай I (1796—1855)
  -  Император Александр II (1818—1881)
    - Цесаревич Николай Александрович (1843—1865)
    -  Император Александр III (1845—1894)
      -  Император Николай II (1868—1918)
        -  Цесаревич Алексей Николаевич (1904—1918)

      - Цесаревич Георгий Александрович (1871—1899)
      -  Великий князь Михаил Александрович (1878—1918)

    - Великий князь Владимир Александрович (1847—1909)
      - Великий князь Кирилл Владимирович (1876—1938)
        -  Владимир Кириллович Романов (1917—1992)

      - Великий князь Борис Владимирович (1877—1943)
      - Великий князь Андрей Владимирович (1879—1956)

    - Великий князь Алексей Александрович (1850—1908)
    - Великий князь Сергей Александрович (1857—1905)
    -  Великий князь Павел Александрович (1860—1919)
      -  Великий князь Дмитрий Павлович (1891—1942)
        -  Павел Дмитриевич Романов-Ильинский (1928—2004)
          - Дмитрий Павлович Романов-Ильинский (род. 1954)
          -  Михаил Павлович Романов-Ильинский (род. 1959)

  - Великий князь Константин Николаевич (1827—1892)
    - Великий князь Николай Константинович (1850—1918)
    - Великий князь Константин Константинович (1858—1915)
      - Князь Иоанн Константинович (1886—1918)
        -  Князь Всеволод Иоаннович Романов (1914—1973)

      - Князь Гавриил Константинович (1887—1955)
      - Князь Константин Константинович (младший) (1891—1918)
      - Князь Олег Константинович (1892—1914)
      - Князь Игорь Константинович (1894—1918)
      -  Князь Георгий Константинович Романов (1903—1938)

    - Великий князь Дмитрий Константинович (1860—1919)

  - Великий князь Николай Николаевич Старший (1831—1891)
    - Великий князь Николай Николаевич Младший (1856—1929)
    -  Великий князь Пётр Николаевич (1864—1931)
      -  Великий князь Роман Петрович (1896—1978)
        - Князь Николай Романович (1922—2014)
        -  Князь Димитрий Романович (1926—2016)

  -  Великий князь Михаил Николаевич (1832—1909)
    - Великий князь Николай Михайлович (1859—1919)
    - Великий князь Михаил Михайлович (1861—1929)
    - Великий князь Георгий Михайлович (1863—1919)
    - Великий князь Александр Михайлович (1866—1933)
      - Князь Андрей Александрович (1897—1981)
        - Михаил Андреевич Романов (1920—2008)
        -  Андрей Андреевич Романов (1923—2021)
          - Алексей Андреевич Романов (род. 1953)
          - (1) Пётр Андреевич Романов (род. 1961)
          - (2) Андрей Андреевич Романов (род. 1963)

      - Князь Фёдор Александрович (1898—1968)
        - Михаил Фёдорович Романов (1924—2008)
          -  Михаил Михайлович Романов (1959—2001)

      -  Князь Никита Александрович (1900—1974)
        - Никита Никитич Романов (1923—2007)
          -  Фёдор Никитич Романов (1974—2007)

        -  Александр Никитич Романов (1929—2002)

      - Князь Дмитрий Александрович (1901—1980)
      - Князь Ростислав Александрович (1902—1978)
        - Ростислав Ростиславович Романов (1938—1999)
          - (3) Ростислав Ростиславович Романов (младший) (род. 1985)
            - (внебрачный[19][20][21]) Ростислав Ростиславович Романов (третий) (род. 2013)

          - (4) Никита Ростиславович Романов (род. 1987)

        -  Николай Ростиславович Романов (1945—2000)
          - (5) Николас Кристофер Романов (род. 1968)
          - (6) Дэниел Джозеф Романов (род. 1972)
            -  (7) Джексон Дэниел Романов (род. 2009)

      -   Князь Василий Александрович (1907—1989)

    - Великий князь Сергей Михайлович (1869—1919)
    -  Великий князь Алексей Михайлович (1875—1895)

#### Выдвигаемые аргументы «за» и «против»
|                                             | «Объединение членов рода Романовых» | «Российский Императорский дом» |
| ------------------------------------------- | --- | --- |
| Имя главы                                   | Алексей Андреевич | Мария Владимировна |
| Доводы в пользу главенства в роде Романовых | - Потомок по мужской линии. - Большинством потомков Романовых признается главой «Объединения членов рода Романовых». - По тем или иным причинам исключаются живые Ильинские, а также иногда их предки, а также всегда все Юрьевские. | - Соответствие статьям 183—185 Свода законов Российской Империи при условии их широкого толкования. - Континуитет институции с 1924 года (то есть продолжение института императорства Кириллом Владимировичем путём провозглашения себя императором). - С 1989 года иных Романовых, рождённых в равнородных браках, нет (равнородность самой Марии Владимировны — под сомнением). - Женщины могут наследовать престол при полном отсутствии наследников мужского пола (по Акту о престолонаследии). |
| Доводы против главенства в роде Романовых   | - Рожден не в равнородном браке. - Претензии на престол не предъявлял. - Придерживается республиканских взглядов. - Теоретически, претензии могут попытаться предъявить Ильинские и Юрьевские.                                       | - Её дед женился на своей двоюродной сестре, что не по канонам Русской Православной Церкви, причем она состояла в разводе. - Её отец женился на уже разведённой Леониде Георгиевне. - По мнению её противников, брак её родителей был таким же морганатическим, а не равнородным, так как Леонида принадлежала к единственной ныне существующей ветви старшей (картлийской) линии Грузинского царского дома, утратившей престол в 1724 году и прав на наследование объединённого картли-кахетийского престола, очевидно, не имеющей, (причём её предки заключали браки с обычными российскими дворянами), причем Татьяна Константиновна при венчании с членом того же рода до революции была вынуждена подписать отречение от прав и брак считался морганатическим. - Что касается прав её внука, то Ребекка Беттарини, супруга её сына Георгия Михайловича, происходит даже не из титулованного рода. |

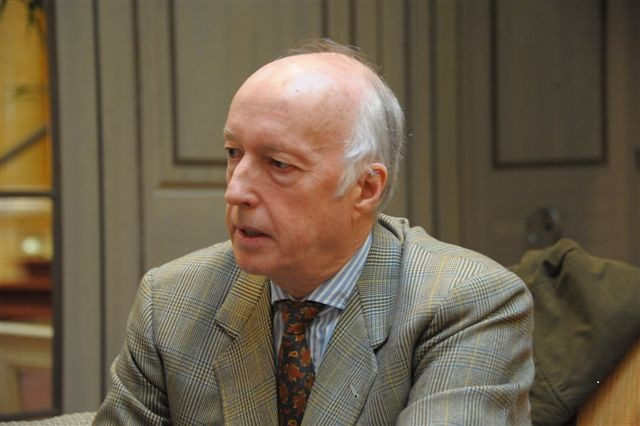
Николай Кириллович Романов

### Лейнингены
Другой претендент — это Карл-Эмих Лейнингенский (род. 1952), который является старшим прямым потомком (внуком) по мужской линии старшей дочери Кирилла Владимировича — княжны императорской крови Марии Кирилловны, княгини Лейнингенской, причем только от равнородных браков. Таким образом, он — старший законнорожденный потомок Александра II. В июне 2013 года Лейнинген перешёл в православие и принял имя Николай Кириллович, чтобы претендовать на престол.
Лейнинген поддерживался созданной Антоном Баковым Монархической партией России, которая ссылалась в этом на статьи 35 и 36 Основных государственных законов Российской империи. Его поддерживает исследователь русского монархизма Е. В. Алексеев. В 2014 году Баков объявил Лейнингена руководителем виртуального государства Романовская империя, созданного Баковым в 2011 году.

### Гогенцоллерны
Кроме потомков Марии Кирилловны, княгини Лейнингенской, претендовать на всероссийский престол могут потомки другой сестры великого князя Владимира Кирилловича — великой княгини Киры Кирилловны (1909—1967 гг.), супруги Луи Фердинанда, принца Германского и Прусского. В этом браке родилось семь детей, некоторые из них вступили в морганатические браки, однако потомки детей Киры Кирилловны — принцев Луи-Фердинанда Оскара Христиана (1944—1977 гг.) (с 1975 по 1977 г. состоял в браке с принцессой Донатой Кастель-Рюденхаузен (р. в 1950)) и Христиана Сигизмунда были рождены в равнородных браках и теоретически могут претендовать на всероссийский престол при соблюдении определенных условий (полного пресечения линии её старшей сестры, Княгини Марии Кирилловны Лейнингенской, принятие православия и других).

### Карагеоргиевичи

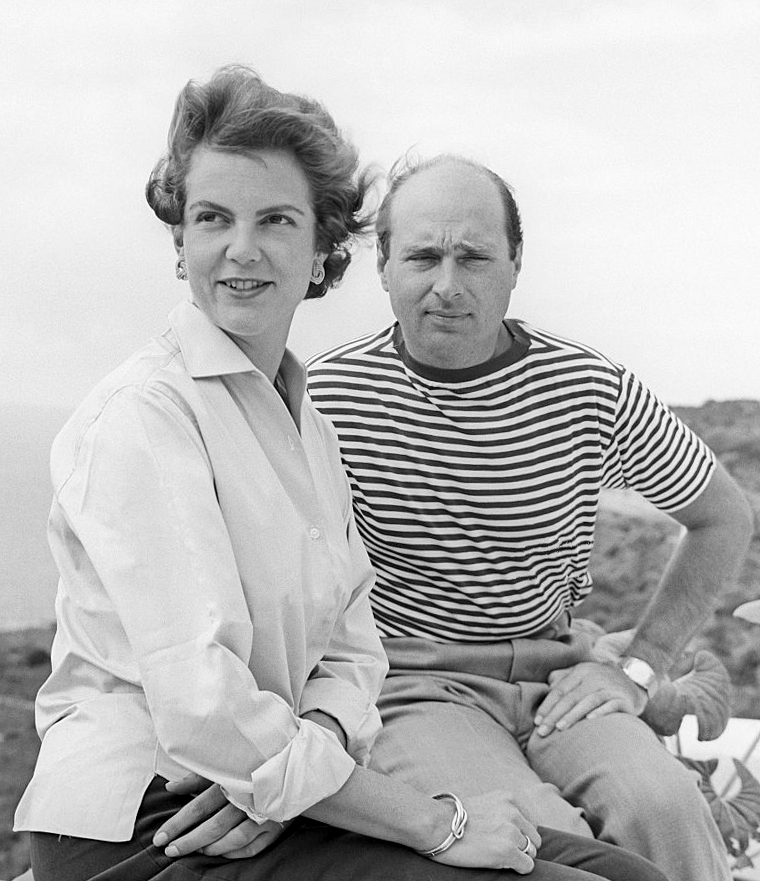
Александр Карагеоргиевич-старший, сын Ольги Греческой, с супругой Марией Пией Савойской. 1958 год.

При трактовке Основных законов Российской Империи, исключающей всех претендентов, рождённых в неравных браках членов Императорского дома, первыми в очерёдности наследования российского престола могут стоять потомки российских императоров, к которым на данный момент относятся представители югославского дома Карагеоргиевичей, породнившиеся с Романовыми после революции 1917 года. В первую очередь — это ветвь Павла Карагеоргиевича, который был женат на Ольге Греческой, дочери великой княгини Елены Владимировны Романовой, внучке российского императора Александра II. Поэтому сегодня первыми в списке претендентов на российский престол стоят князь Димитрий Югославский и Сербский (родился в 1958 году, внук Павла Карагеоргиевича) и его братья — князья Михаил, Сергий и Душан.

### Другие европейские династии
По женской линии предъявлять права на российский престол теоретически могут последовательно потомки всех великих княжон, выданных замуж за европейских правителей, вплоть до потомства младшей дочери Павла I великой княгини Анны Павловны, королевы Нидерландов. Таким образом, общее количество лиц, имеющих законное право претендовать на гипотетический российский престол, достаточно велико: для их отсутствия должны вымереть практически все европейские династии, что маловероятно.

## Православные трактовки
В целом установление монархии, исходя из её теории, связывается с религией и исполнением Божьей воли, выразителем которой и является монарх. В частности, русские монархи коронуются посредством православного церковного обряда, для них обязательно православное вероисповедание. Руководитель ликвидированной в 2020 году  Монархической партии РФ Антон Баков в своих интервью связывал перспективы российской монархии, как и итоговое решение вопроса о престолонаследии, с «Божьим промыслом». В апреле 2013 года спикер РПЦ протоиерей Всеволод Чаплин не исключил возрождения монархии в России. В апреле 2015 года он предложил совместить в России монархию и социализм. Существуют пророчества православных предсказателей о возвращении монархии, например, приписываемые Лаврентию Черниговскому и монаху Авелю.
В православной иконографии Богородицы существует чтимая РПЦ чудотворная Державная икона Божией Матери, история обретения и символизм которой связаны с русской монархией и которая признаётся главной святыней русских монархистов. Икона была обретена в день отречения Николая II от престола. Её происхождение неизвестно, предполагают, что ранее она находилась в иконостасе разрушенного женского Вознесенского монастыря в Московском кремле, который служил местом погребения представительниц московского великокняжеского рода женского пола, в том числе цариц. Толкователи указывают на то, что на иконе «царица небесная изображена как царица земная» — держит в руках скипетр и державу — что трактуется как принятие ей у Николая II царской власти. Из этого делается вывод, что с тех пор никакая власть в России истинно легитимной не является (в том числе на базе предположений о фальсификации референдума по Конституции РФ), следовательно, законы Российской империи можно считать продолжающими действовать. Некоторые православные толкователи говорят о «Божьем наказании» русскому народу за нарушение Соборной клятвы 1613 года посредством допущения убийства царя и необходимом в связи с этим «покаянии». В 1993 г. «покаяние за грех цареубийства от лица всей Церкви» было принесено патриархом Алексием II, писавшим: «Мы призываем к покаянию весь наш народ, всех чад его, независимо от их политических воззрений и взглядов на историю, независимо от их этнического происхождения, религиозной принадлежности, от их отношения к идее монархии и к личности последнего Российского Императора». В XXI веке с благословения петербургского митрополита проводится ежегодный крестный ход из Санкт-Петербурга в Екатеринбург, символизирующий такое покаяние.

## Католические и неканонические трактовки
В католичестве существует доктрина о так называемом «Обращении России», необходимом для «спасения мира», тесно связанная с образом Богородицы и 1917 годом и являющаяся предметом особого внимания неканонического православного движения «Богородичный центр».